# Großsteingrab Tensfeld
Das Großsteingrab Tensfeld ist eine megalithische Grabanlage der jungsteinzeitlichen Trichterbecherkultur bei Tensfeld im Kreis Segeberg in Schleswig-Holstein. Es trägt die Sprockhoff-Nummer 237.

## Lage
Das Grab befindet sich nördlich von Tensfeld, nahe der Gemeindegrenze zu Damsdorf auf einem Feld nahe der Tensfelder Au. In der näheren Umgebung gab es ursprünglich zahlreiche weitere Großsteingräber: Nördlich zwischen Tensfelderau und dem Stocksee existierten in der ersten Hälfte des 19. Jahrhunderts noch mehrere Gräber unbekannter Zahl. 2,7 km westlich lagen die Großsteingräber bei Damsdorf.

## Beschreibung
Diese Anlage besitzt eine annähernd nord-südlich orientierte, in den Boden eingetiefte Grabkammer mit trapezförmigem Grundriss. Eine Hügelschüttung ist nicht mehr vorhanden. Bei der Kammer handelt es sich um einen erweiterten Dolmen mit einer Länge von 2,4 m und einer Breite von 1,4 m im Norden bzw. 1 m im Süden. Sie besitzt drei Wandsteine an der westlichen und zwei an der östlichen Langseite, je einen Abschlussstein an den Schmalseiten und zwei Decksteine. Bis auf den leicht verschobenen südlichen Deckstein stehen alle Steine noch in situ. Die südliche Schmalseite wird im Westen von einem und im Osten von zwei Steinen flankiert. Ihre genaue Funktion ist unklar.